# Luigi Righi
Luigi Righi (Soliera, 1810 – Modena, 1885) è stato uno scultore italiano, fu rinomato scultore nel secolo XIX, soprattutto per la lavorazione della terracotta e dello stucco.
Purtroppo, si sa poco della biografia.

## Opere

### Modena
- Decorazioni del Foro Boario
- Decorazioni del Teatro Comunale di Modena
- Decorazioni dell'Orto Botanico

### Forlì
- Decorazioni del Foro Annonario